# Джордж Вокер Буш
Джордж Во́кер Буш (6 липня 1946 , Нью-Гейвен ) — американський політик, 43-й президент Сполучених Штатів Америки.
Джордж Вокер Буш був обраний вперше 2000 та був переобраний 2004 року. Він обіймав посаду 47-го губернатора штату Техас з 1995 до 2000 року. Член Республіканської партії, він належить до одного з найвпливовіших з політичного погляду сімейств країни як син колишнього президента Джорджа Г. В. Буша і старший брат Джеба Буша, 43-го губернатора штату Флорида. Людина року за версією журналу Time у 2004.
За його президентства відбувся наймасштабніший терористичний акт 11 вересня 2001, що став найбільшим в історії за кількістю жертв. Після цього 25 листопада 2002 було створено Міністерство національної безпеки США та розпочата війна проти тероризму. Джордж Буш розпочав війну в Афганістані для скидання Талібана, знищення Аль-Каїди та захоплення Осаму бен Ладена. Ухвалив Патріотичний Акт для надання широких повноважень уряду та поліції з нагляду за громадянами та потенційними терористами. У 2003 віддав наказ про напад на Ірак, що став початком війни в Іраку на підставі переконань, що режим Саддама Хусейна мав при собі зброю масового знищення, яка, втім, так і не була виявлена.
Був переобраний на другий термін в президентських виборах 2004, обігнавши демократа Джона Керрі. Другий термін виявився ще складнішими, ніж перший. Причиною тому стала повінь в Новому Орлеані у серпні 2005, через яку загинули сотні людей. Уряд США зазнав величезних фінансових збитків в розмірі 81,2 млрд. доларів. Ще однією причиною невдач стала глобальна фінансова криза 2008, найгірша з часів Великої Депресії.
Він був одним з найпопулярніших та непопулярних президентів в історії США. Отримав найвищі оцінки та підняття авторитету після теракту 11 вересня та в боротьбі проти тероризму, але в той же час мав найнижчі оцінки під час фінансової кризи 2007—2008. Президентство Джорджа Буша оцінюється як нижче-середнього, хоча публічна та наукова підтримка його президентства виросла після того, як він пішов з посту президента.

## Ранні роки

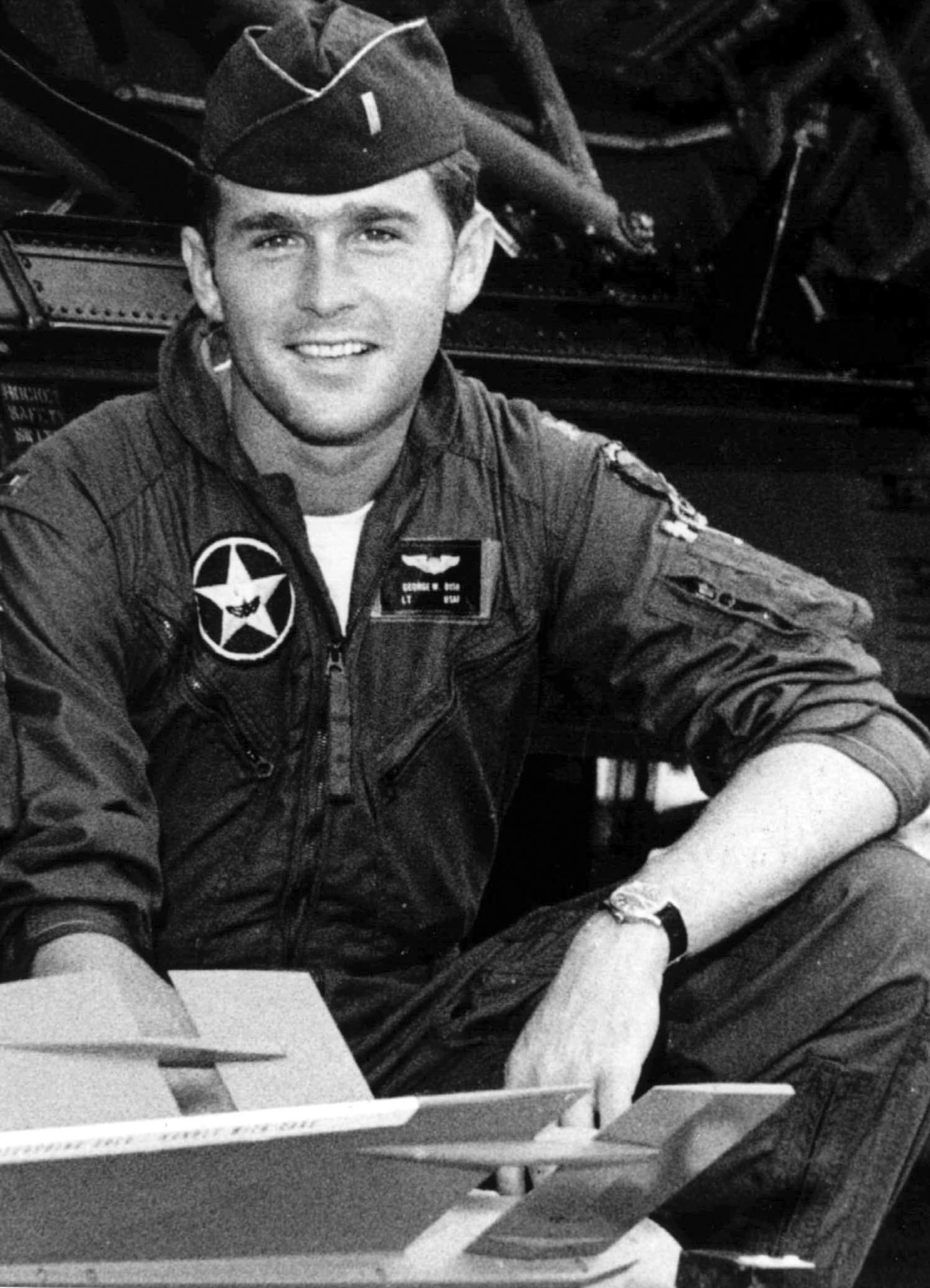
Джордж Вокер Буш у Національній гвардії Техасу

Дитинство Буша минуло в містах Мідленд і Х'юстон в штаті Техас. Він закінчив престижну приватну школу «Філіпс Академія» в Андовері, Массачусетс. 1968 року здобув ступінь бакалавра історії в Єльському університеті, де мав посередню успішність, але був популярним. У 1968–1973 роках служив в Національній гвардії. Був пілотом літака F-102 в Національній гвардії Техасу. У 1973–1975 роках вчився в Гарвардській школі бізнесу, здобув ступінь майстра ділового адміністрування (MBA). Потім повернувся в Мідленд, де працював в нафтовій галузі до 1986 року.
1977 року він познайомився з Лорі Велч, шкільною вчителькою і бібліотекаркою. Вони одружились і оселились у Мідленді.
Буш кілька разів активно брав участь в передвиборчих кампаніях батька, був його радником. 1978 року висунув свою кандидатуру на виборах в Палату представників Конгресу США від 19-го виборчого округу Конгресу, але не був обраний.
Буш із сім'єю переїхав до Вашингтона, округу Колумбія, 1988 року, щоб брати участь у передвиборчій президентській кампанії батька. Повернувшись до Техасу після кампанії, Буш придбав частину бейсбольної команди Техас Рейнджерс у квітні 1989 року, де він працював керівним партнером протягом п'яти років. Продаж частини Техас Рейнджерс приніс Бушу понад $15 мільйонів від його початкових інвестицій у $800 тис.

## Виборчі посади

### 46-й губернатор Техасу
1994 року Буш був обраний губернатором Техасу. Як губернатор, працював над навчальною реформою, шкільними фінансами та юридичною реформою і, використовуючи надлишок бюджету, провів найбільшу програму зниження податків ($2 млрд) в історії штату. Він був переобраний на посаду губернатора Техасу 1998 року.

### 43-й президент США
Буш виграв президентські вибори 2000 року як кандидат від Республіканської партії, хоча результат і досі вважається суперечливим. Хоча він не отримав більшість голосів виборців, усе ж виграв завдяки системі представників у американській виборчій системі, після перемоги на менш ніж 0,1 % голосів у штаті Флорида. Як президент, Буш провів програму заниження податків на 1,3 трильйона доларів, програму перерозподілу фондів системи освіти відому як «Ніяка дитина не залишиться позаду» і доклав зусиль щодо приватизації систем медичної допомоги та соціального забезпечення. Буш також докладав зусилля, підтримавши такі популярні серед республіканців акти як «Акт заборони абортів частково народжених», «Засновані на вірі ініціативи добробуту», «Компроміс пальмової неділі» і запропонував «Федеральну шлюбну поправку», яка визначає шлюб як стосунки між одним чоловіком і однією жінкою і запобігає визнанню одностатевих шлюбів у Сполучених Штатах.

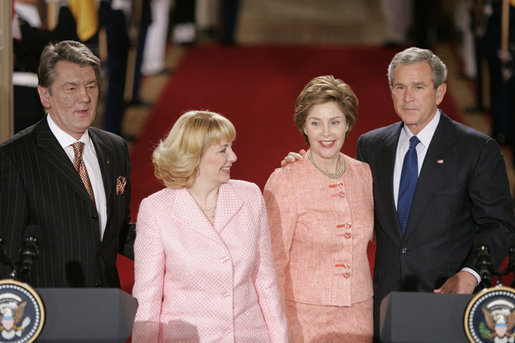
Буш і Ющенко, 4 квітня 2005

Після терористичних нападів 11 вересня 2001 року Буш оголосив світову війну проти тероризму і наказав вторгнення до Афганістану з метою скинення руху Талібан, знищення Аль-Каїди та захоплення Усами бін Ладена. Така відповідь на терористичні напади 9/11 привела до значного росту його популярності. З приводу контролю іракської зброї масового знищення Буш наказав вторгнення до Іраку, хоча інспекції, які велися у той час, ще не закінчилися і зброя масового знищення, яку США намагалися захопити, ніколи не була знайдена. Слідом за скиданням уряду Саддама Хусейна в Іраку, Буш започаткував програму встановлення демократії на Близькому сході, особливо в Афганістані та Іраку. Називаючи себе «військовим президентом», Буш виграв президентські вибори 2004 року після інтенсивної та насиченої виборчої кампанії.
Починаючи з переобрання, Буш одержує все більшу і запеклішу критику, навіть від колишніх союзників, як за його керування операцією в Іраку і за зловживання щодо ув'язнених у в'язниці Абу-Граїб та таборі Гуантанамо, так і щодо таких внутрішньополітичних питань як заборона дослідження стовбурових клітин, дуже повільну допомогу постраждалим від урагану «Катріна», нагляд за громадянами з боку Агентства національної безпеки, дефіцит бюджету, номінацію Гаррет Мієрс і низку скандалів, наприклад, звинувачення в корупції Джека Абрамоффа і можлива фальсифікація даних щодо наявності зброї масового знищення в Іраку. Згідно з опитуваннями, його популярність значно знизилася (станом на 2006).

## Політика стосовно України
Відносини США з українською владою в останні роки правління президента Л. Кучми, коли зростали авторитарні тенденції та відбувалися грубі порушення демократичних засад, теж склалися непросто. Натомість адміністрація Дж. Буша-молодшого підтримувала Помаранчеву революцію в Україні. Відносини між Україною та Америкою активно розвивались. США підкреслювали свою зацікавленість у сильній, незалежній та демократичній Україні. США надали новому керівництву України значну політичну підтримку і на міжнародній арені, і у сфері двосторонніх відносин. У квітні 2005 р. новообраний президент України Віктор Ющенко, перебуваючи з офіційним візитом у США, провів переговори з президентом Дж Бушем-молодшим та іншими офіційними особами, виступив із промовою на спільному засіданні обох палат конгресу. До речі, така можливість надається іноземним політикам лише у виняткових випадках. Упродовж наступних років президент В. Ющенко неодноразово відвідував США з офіційними або робочими візитами. Відтоді американо-українські відносини покращились. 2006 р. США скасували поправку Джексона-Веніка до Закону про торгівлю США (1974) для України, що сприяло поліпшенню торгівельних зв'язків між обома країнами. 2008 року американо-український товарооборот перевищив 5 млрд доларів.
США всіляко сприяли входженню України до євроатлантичних спільнот. 31 березня — 1 квітня 2008 р. президент Дж Буш-молодший відвідав Київ, де провів переговори з президентом України В. Ющенком і прем'єр-міністром Юлією Тимошенко, Це був перший візит президента США від 2000 р. У наступні дні Дж. Буш-молодший активно підтримував позиції України та Грузії на саміті НАТО в Бухаресті. У вересні 2008 р. відвідав Україну з візитом віцепрезидент Річард Чейні, який ще раз висловив підтримку Вашингтоном права України будувати міцніші зв'язки співробітництва й безпеки в Європі та трансатлантичному просторі. У грудні 2008 р. у Вашингтоні державним секретарем США К. Райс і міністром закордонних справ України Володимиром Огризком підписано важливий дипломатичний документ — «Хартію Україна-США про стратегічне партнерство», в якому сторони підтвердили важливість своїх відносин як друзів та стратегічних партнерів, висловивши намір поглиблювати партнерство на благо наших народів, обопільну життєву зацікавленість у сильній, незалежній та демократичній Україні.
Після початку повномасштабного вторгнення, 19 березня 2022 року, разом з Біллом Клінтоном відвідав українську церкву в Чикаго, щоб продемонструвати солідарність з народом України.
5 травня 2022 року, Буш провів зустріч з Зеленським. Після розмови Буш назвав Зеленського "Черчиллем нашого часу" і заявив "Президент Зеленський запевнив мене, що вони не здригнуться у своїй боротьбі проти варварства та бандитизму Путіна. Американців надихають їхня стійкість і завзятість. Ми продовжуватимемо підтримувати українців, коли вони відстоюватимуть свою свободу".
19 травня 2022 року, Буш виступив з засудження вторгнення Росії в Україну, однак під час виступу переплутав Росію з Іраком: "Вибори фальсифікують. Політичних опонентів кидають у в'язницю або забороняють їм брати участь у виборах. У результаті в Росії відсутня система стримувань і противаг. І рішення однієї людини почати абсолютно невиправдане і жорстоке вторгнення в Ірак.... Я маю на увазі в Україну. Ну загалом...". Після помилки Буш, посміхнувшись, сказав "75", маючи на увазі свій вік.
11 листопада 2022 року Девід Крамер, директор із глобальної політики Інституту Джорджа Буша повідомив CNN що Буш проведе публічну розмову з Зеленським.
25 травня 2023 року Буш взяв участь у 15-му Київському безпековому форумі.
12 вересня 2023 в інтерв'ю The Washington Post розповів що тільки недавно дізнався що під час саміту «Великої вісімки» в Санкт-Петербурзі 2006 року його обслуговував Євген Пригожин, який згодом створить ПВК «Вагнер». Коли в нього спитали чи шокувала його смерть Пригожина, від відповів: "Ні. Але я був шокований, коли нещодавно побачив фотографію саміту G8 у Санкт-Петербурзі, де він виявився хлопцем, який мені подавав їжу. Він був кухарем Путіна. Я не пам'ятаю, як перетинався з Пригожиним. Я тільки знаю, що вижив." Пізніше Путін знесе цю будівлю.
9 вересня 2024 року не підтримав Трампа, не дивлячись на те, що Буш сам є Республіканцем. Однак пізніше вітав його у перемозі на виборах.

## Особисте життя
У 1967 році Буш був заручений з Кетрін Лі Вольфман, але заручини не тривали довго. Після закінчення стосунків Буш і Вулфман залишилися в добрих стосунках. У 1977 році Буш познайомився з Лаурою Велч, шкільною вчителькою та бібліотекаркою. Після тримісячного залицяння вона прийняла його пропозицію одружитися, і 5 листопада того ж року вони зіграли весілля. Пара оселилася в Мідленді, штат Техас. Буш залишив Єпископальну церкву своєї родини та приєднався до Об'єднаної методистської церкви своєї дружини. 25 листопада 1981 року Лора Буш народила двійню-двійняток Барбару і Дженну.
До одруження Буш неодноразово зловживав алкоголем. 4 вересня 1976 року він був зупинений біля літнього будинку своєї сім'ї в Кеннебанкпорті, штат Мен, за керування автомобілем у стані алкогольного сп'яніння. Його заарештували за водіння в нетверезому стані, оштрафували на 150 доларів і на короткий час позбавили водійських прав у штаті Мен. Буш говорив, що його дружина мала стабілізуючий вплив на його життя,, і він пов'язує своє рішення відмовитися від алкоголю в 1986 році з її впливом. Будучи губернатором Техасу, Буш сказав про свою дружину: «Я побачив елегантну, красиву жінку, яка виявилася не тільки елегантною і красивою, а й дуже розумною, готовою миритися з моїми недоліками, і, мушу зізнатися, згодом згладила їх".

## Вшанування
Вулиця Джорджа Вокера Буша у місті Тбілісі.
Також вулиця Джорджа Буша є у місті Приштина.
Вулиця в Тирані, Албанія, раніше відома як Rruga Punëtorët e Rilindjes, безпосередньо біля албанського парламенту, була перейменована на честь Буша за кілька днів до того, як він здійснив перший в історії візит американського президента до Албанії в червні 2007 року. У 2012 році президент Естонії Тоомас Гендрік Ільвес нагородив Буша орденом Хреста Маріанської землі за його роботу в розширенні НАТО. Дві початкові школи названі на його честь: одна в Стоктонському об'єднаному шкільному окрузі в Стоктоні, штат Каліфорнія, і одна в незалежному шкільному окрузі Вайлі в Сент-Полі, штат Техас, у районі Даллас-Форт-Ворт.

## Книжки
- Тягар, що завжди з тобою (1999)
- Ключові рішення (2010)